# Stazione di Santa Maria la Bruna
La stazione di Santa Maria la Bruna si trova sulla linea ferroviaria Napoli-Battipaglia e serve l'omonima frazione che fa parte del comune di Torre del Greco.

## Storia
Nella seconda metà dell'800, lungo la tratta ferroviaria fra Torre del Greco e Torre Annunziata, nei pressi della località Villa Inglese, venne creato un raccordo ferroviario per la Cava di Villa Inglese che era ubicata grosso modo dove oggi sono le Officine Grandi Manutenzione e nell'area retrostante. Il raccordo aveva origine circa 300 metri oltre il punto dove si trova oggi la stazione di Santa Maria La Bruna (in direzione Salerno) ed in tale sito era ubicato un posto movimento denominato Villa Inglese.
La stazione di Santa Maria La Bruna venne invece creata nel dopoguerra: si trattava di una fermata con un traffico viaggiatori piuttosto limitato.
La sua importanza crebbe alla fine degli anni '60 quando in questo luogo vennero realizzate le officine ferroviarie (poi divenute Officine Grandi Manutenzioni ed Officine Grandi Riparazioni) in sostituzione delle officine dei Granili a Napoli, diventate ormai obsolete e poco funzionali. Le officine vennero raccordate direttamente alla stazione. Per facilitare l'accesso alle maestranze, in questa stazione iniziarono a fermare non solo i treni locali ma anche alcuni diretti negli orari di inizio e fine turno lavorativo. Per un buon periodo vennero anche istituite apposite "corsette" che collegavano direttamente alcune stazioni di Napoli con le officine ove è ancora presente un binario con marciapiede destinato proprio ad ospitare tali convogli riservati.
Alla fine degli anni novanta la stazione è stata ricostruita in posizione leggermente spostata verso Napoli, per migliorarne l'accessibilità (in precedenza per raggiungere i binari occorreva attraversare il binario di raccordo con le officine ferroviarie). Attualmente il traffico viaggiatori è discreto, legato non solo agli abitanti della zona ed ai dipendenti delle officine ferroviarie, ma anche ai pendolari che nella stagione balneare affollano il litorale.
Dal 5 febbraio 2014 al 12 aprile 2015 il servizio ferroviario è stato sospeso a causa del crollo di un muro a Portici: in sostituzione dei treni vi era un servizio di bus.
Nel mese di aprile 2017 la stazione è stata oggetto di una ristrutturazione ed è stata intonacata di rosso pompeiano.

## Strutture e impianti
La stazione è dotata di 3 binari passanti, muniti di banchine con pensiline e sottopassaggi, per il servizio viaggiatori, più numerosi binari tronchi e un raccordo per le adiacenti officine ferroviarie.

## Servizi
La stazione, che RFi classifica nella categoria "Bronze", dispone di:
- Sala d'attesa

## Interscambi
La stazione dispone di:
- Fermata autobus
- Fermata taxi